# Saison 1 de Naruto Shippuden
Pour un article plus général, voir Liste des épisodes de Naruto Shippuden.
Chronologie
Saison 2 de Naruto Shippuden

## Légende des tableaux
|  | Épisodes adaptés (sans couleur d'arrière plan) |

|  | Épisodes filler (hors manga) |

Légende : Les épisodes fillers (épisodes hors série exclusifs à l'animé qui ne sont pas dans les mangas) sont surlignés en couleur.

## Saison 1
Diffusée sur TV Tokyo entre le 15 février 2007 et le 27 septembre 2007, elle contient 30 épisodes.
Diffusée en France sur Game One entre le 5 septembre 2008 et le 10 octobre 2008.
| No | Titre français                              | Titre japonais               | Titre japonais                                                                       | Date de 1re diffusion |
| No | Titre français                              | Kanji                        | Rōmaji                                                                               | Date de 1re diffusion |
| --- | ------------------------------------------- | ---------------------------- | ------------------------------------------------------------------------------------ | --------------------- |
| 1 | Retour au pays,                             | 帰郷                         | Kikyō (Rentrer chez soi)                                                             | 15 février 2007       |
| [Chapitre 245] — Après deux ans et demi d'absence, Naruto, accompagné de son parrain Jiraya, rentre à Konoha. Il a beaucoup grandi et est aussi devenu beaucoup plus fort qu'avant. Ses retrouvailles avec Sakura deviennent, à la fois, touchantes et comiques : celle-ci s'aperçoit que son camarade a évolué physiquement, mais pas mentalement, se comportant toujours comme un enfant en sa présence. Pour les mettre à l'épreuve, Tsunade leur fait combattre un adversaire du village. |                                             |                              |                                                                                      |                       |
| 2 | L’Akatsuki entre en action                  | 暁、始動                     | Akatsuki, shidō (Akatsuki, démarre)                                                  | 15 février 2007       |
| [Chapitre 246] — À peine rentré, Naruto retrouve aussi Shikamaru et Temari, qui ont également évolué. Il retrouve aussi Kakashi, à qui il lui offre le dernier roman de son parrain : «Tactiques du batifolage». Le jõnin apprend à ses anciens élèves, qu'il sera leur adversaire pour le test. Shikamaru apprend à Naruto qu'il est le seul Genin du groupe, car tous ses camarades ont été promus Chunin, à part Kankurô et Neji qui sont devenus Jõnin, et Gaara est devenu Kazekage du village de Suna. Heureux pour ce dernier, Naruto lui promet de devenir Hokage un jour. Sakura reconnaît, malgré tout, que son équipier a un peu mûri. Pendant ce temps, deux membres de l'Akatsuki, Deidara et Sasori, se rendent au village de Suna afin d'atteindre leur objectif : capturer Gaara, l'hôte de Shukaku. |                                             |                              |                                                                                      |                       |
| 3 | Les Fruits de l'entraînement                | 修業の成果                   | Shugyō no seika                                                                      | 22 février 2007       |
| [Chapitre 247] — Naruto et Sakura, qui ont fait d'énormes progrès, se font défier par Kakashi au jeu des clochettes. Pendant ce temps, Deidara et Sasori réussissent à s'infiltrer à Suna, aidés par Yura, un espion à leur solde, qui siège au conseil du village depuis 4 ans. Le premier tue des gardes qui surveillent les cieux, mais est repéré par Gaara. Note : cet épisode débute l'arc majeur de la capture d'Ichibi et l'arc mineur de la capture de Gaara. |                                             |                              |                                                                                      |                       |
| 4 | L’Hôte de Suna                              | 砂の人柱力                   | Suna no Jinchūriki (Le jinchūriki de Suna)                                           | 1er mars 2007         |
| [Chapitre 248] — À Suna, Deidara et Gaara s'affrontent dans un combat aérien. Pour l'instant, aucun des deux ne prend le dessus sur l'autre. Se sentant en danger, le Kazekage utilise son arme ultime. À Konoha, Naruto et Sakura poursuivent le jeu des clochettes contre leur instructeur. Ils mettent au point un plan pour le neutraliser et réussissent à lui prendre les clochettes, ayant réussi le test. |                                             |                              |                                                                                      |                       |
| 5 | En tant que Kazekage… !                     | 風影として…！                | Kazekage to shite…!                                                                  | 15 mars 2007          |
| [Chapitre 249] — Naruto et Sakura ayant réussi le jeu des clochettes, Tsunade décide de les placer sous les ordres de leur instructeur, Kakashi. Le combat entre Gaara et Deidara s'intensifie. Le membre de l'Akatsuki lance une bombe sur le village pour le faire exploser (ce n'est qu'une diversion), mais le Kazekage utilise le sable pour le protéger. Il utilise cette arme pour détruire un bras de son adversaire, sauf que c'était un piège : en effet, Deidara a discrètement introduit des bombes d'argile dans le sable de son opposant, faisant exploser le sable de la coquille de Gaara et gagnant le combat. Après avoir accompli son travail à Konoha, Temari repart pour Suna. |                                             |                              |                                                                                      |                       |
| 6 | Mission accomplie                           | ノルマクリアー               | Noruma kuriā                                                                         | 29 mars 2007          |
| [Chapitre 249] — À Konoha, Naruto retrouve Iruka chez Ichiraku, et mangent ensemble pour célébrer leurs retrouvailes. Tombé dans le piège de Deidara, Gaara est battu. Dans un dernier effort, le Kazekage retire le sable, suspendu au-dessus du village, pour l'expédier à l'extérieur. Épuisé, il perd connaissance, mais est récupéré par Deidara qui a réussi sa mission. Alors qu'elle allait rentrer au village et s’étant arrêtée pour une pause petit-déjeuner, Temari a un mauvais pressentiment et s'empresse de vite rentrer à Suna. |                                             |                              |                                                                                      |                       |
| 7 | Cours, Kankurô!                             | 疾走れカンクロウ             | Hashire Kankurō (Cours Kankurô)                                                      | 29 mars 2007          |
| [Chapitres 250-251] — Kankurô, voulant récupérer son frère cadet à tout prix, part à la poursuite des deux membres de l'Akatsuki, accompagné de quelques ninjas. Ces derniers envoient Takamaru pour prévenir Konoha de la situation. Le marionnettiste parvient à les rattraper, mais va devoir affronter Sasori. |                                             |                              |                                                                                      |                       |
| 8 | L'équipe de Kakashi passe à l'attaque       | 出撃、カカシ班               | Shutsugeki, Kakashi han (Déploiement, l'équipe de Kakashi)                           | 12 avril 2007         |
| [Chapitre 250] — Kankurô affronte Sasori, avec l'aide de ses trois marionnettes, mais son adversaire semble connaître toutes les tactiques qu'il emploie contre lui. Alors que Tsunade allait confier une mission de rang C à l'équipe de Kakashi, elle apprend l'enlèvement de Gaara par le biais du message de Takamaru, et n'a d'autres choix que d'envoyer ses trois meilleurs ninjas porter secours à Suna. Malheureusement, Kankurô perd face à Sasori, et est empoisonné par ce dernier. Baki décide de faire appel à grand-mère Chiyo, l'aïeule du village de Suna, car il lui apprend que Sasori, son petit-fils, est membre de l'Akatsuki. Note : cet épisode clôt l'arc mineur de la capture de Gaara. |                                             |                              |                                                                                      |                       |
| 9 | Les Larmes de l’hôte                        | 人柱力の涙                   | Jinchūriki no namida (Les larmes du jinchūriki)                                      | 12 avril 2007         |
| [Chapitres 251-252] — L'équipe de Kakashi se met en route pour le village de Suna, et croise Temari en chemin, qui les accompagne. Préférant être prudente, Tsunade envoie également l'équipe de Gaï à Suna. Chiyo tente de concocter un antidote contre le poison de Sasori, mais ses expériences échouent. Durant le trajet, Naruto exprime sa colère sur l'organisation d'Akatsuki, ne supportant plus la manière dont Gaara et lui sont vus par leurs ennemis, et que ce soit son camarade qui joue sans cesse le rôle du perdant. Temari le remercie par la pensée pour son aide. Pendant ce temps, Kankurô commence à ressentir les effets du poison sur son organisme. Note : cet épisode débute l'arc mineur du sauvetage de Gaara. |                                             |                              |                                                                                      |                       |
| 10 | Arts des sceaux : Les Neuf Dragons fantômes | 封印術・幻龍九封尽           | Fūin Jutsu : Genryū Kyū Fūjin                                                        | 19 avril 2007         |
| [Chapitres 253-254] — Ayant réussi leur mission, Deidara et Sasori ramènent Gaara au repaire de l'Akatsuki, afin de commencer l'extraction du démon à queue. Pendant ce temps, l'équipe de Kakashi se hâte pour arriver au plus vite à Suna. Les ninjas médecins de Suna, ne sachant pas comment extraire le poison du corps de Kankurô, se contentent de lui injecter des anti-douleurs, en attendant l'arrivée des ninjas de Konoha. |                                             |                              |                                                                                      |                       |
| 11 | Le Disciple du médecin                      | 医療忍者の弟子               | Iryō ninja no deshi (L’apprentie ninja médecin)                                      | 26 avril 2007         |
| [Chapitres 253-254] — Après 3 jours de péripéties, l'équipe de Kakashi, accompagnée de Temari, arrive enfin à Suna. À peine arrivés, Kakashi se fait attaquer par Chiyo, qui reconnait en lui le «Croc Blanc de Konoha» (surnom de Sakumo, son père), et Sakura examine Kankurô qui, avec un examen sommaire, réalise que le poison commence à détruire les cellules du marionnettiste. Aidée par les ninjas médecins de Suna, elle fabrique une solution liquide, lui permettant d'extraire le poison du corps de Kankurô. Kakashi et Naruto reçoivent un message de Tsunade, les informant que l'équipe de Gaï arrive en renfort. Le jõnin invoque Pakkun et les autres chiens ninjas afin de rechercher l'odeur de Sasori, laissé grâce à un morceau de foulard, que Kankurô a récupéré par la main de Karasu. Pendant ce temps, Sakura prépare des antidotes, avec les plantes médicinales du village, en administre une à Kankurô et lui conseille de davantage se reposer. Le marionnettiste supplie ensuite Naruto de sauver son frère cadet. |                                             |                              |                                                                                      |                       |
| 12 | La Décision de la Grand-mère                | 隠居ババアの決意             | Inkyo babā no ketsui (La résolution de la vieille retraitée)                         | 3 mai 2007            |
| [Chapitres 254-255] — Pakkun réussit à trouver le repaire de l'Akatsuki et en informe Kakashi. De son côté, Chiyo se prépare à accompagner l'équipe de Kakashi dans leur mission de sauvetage de Gaara, bien déterminée à affronter son petit-fils et estime avoir assez vécu. Le chien ninja retrouve ensuite Gaï et son équipe sur le chemin, et les conduit vers le repaire de l'ennemi, étant les plus proches. Accompagnée par l'aïeule de Suna, l'équipe de Kakashi se rend également au repaire de l'Akatsuki, mais les deux équipes tombent sur une embuscade inattendue... |                                             |                              |                                                                                      |                       |
| 13 | Une destinée entrevue                       | 因縁あいまみえる             | Innen aima mieru (Faire face au destin)                                              | 10 mai 2007           |
| [Chapitres 256-257] — Un combat s'engage entre l'équipe de Kakashi et Itachi, ainsi que celle de Gaï et Kisame. Dans le premier, Naruto est victime du genjutsu de son adversaire, tandis que de leur côté, Lee, Neji et Tenten sont neutralisés par l'épéiste de Kiri, qui utilise la «Prison aqueuse» pour les emprisonner, lui permettant d'affronter Gaï seul à seul. S'étant souvenu des enseignements de Jiraya concernant les illusions, Naruto tente d'arrêter le flux de son propre chakra. |                                             |                              |                                                                                      |                       |
| 14 | Les Progrès de Naruto                       | ナルトの成長                 | Naruto no seichō (La croissance de Naruto)                                           | 17 mai 2007           |
| [Chapitres 258-259] — Naruto essaie d'arrêter le flux de son propre chakra pour dissiper l'illusion d'Itachi, mais n'y arrive pas et se retrouve coincé. Les visages de Sasuke, Sakura, Kakashi et Gaara apparaissent sur son corps, le poussant à s'auto-suicider, mais Sakura et Chiyo l'aident à dissiper l'illusion. Pendant ce temps, Gaï est en difficulté face à Kisame, et a du mal à lui tenir tête. N'ayant plus le choix, il ouvre les 6 portes célestes pour contre-attaquer. |                                             |                              |                                                                                      |                       |
| 15 | L'Orbe tourbillonnant géant!                | 隠し玉 名付けて…！           | Kakushi dama - Nazukete…! (Technique secrète - Nommée… !)                            | 24 mai 2007           |
| [Chapitre 260] — Grâce à la diversion du clone de Kakashi, Naruto vient à bout d'Itachi avec l'«Orbe tourbillonnant géant». De son côté, Gaï terrasse Kisame avec le «Paon du matin», après avoir ouvert les 6 portes célestes. Neji réussit à se libérer, ainsi que ses camarades de la «Prison aqueuse», avec les «64 poings du Hakke». Cependant, les deux équipes découvrent que les deux membres de l'Akatsuki ne sont que des substitutions. |                                             |                              |                                                                                      |                       |
| 16 | Le Secret de l'hôte                         | 人柱力の秘密                 | Jinchūriki no himitsu (Le secret du jinchūriki)                                      | 31 mai 2007           |
| [Chapitre 261] — Chiyo reconnait Yura, le conseiller du village, dont le corps a été utilisé pour créer Itachi. Elle donne ensuite un cours sur les hôtes et les démons à queue à l'équipe de Kakashi, et explique qu'ils ont été retardés, car les membres de l'Akatsuki ont commencé à extraire Shukaku du corps de Gaara. Les deux équipes décident ensuite de faire une pause, afin de récupérer de leurs combats respectifs. |                                             |                              |                                                                                      |                       |
| 17 | Gaara succombe!                             | 我愛羅死す！                 | Gaara shisu! (La mort de Gaara !)                                                    | 7 juin 2007           |
| [Chapitres 261-262] — Temari et son équipe sont chargées de surveiller une forteresse éloignée du village. Après leur longue pause, les deux équipes de ninjas se rendent ensemble au repaire de l'Akatsuki. 3 jours plus tard, les membres de l'Akatsuki ont terminé l'extraction de Shukaku du corps de Gaara, ce qui entraîne la mort du Kazekage. Les deux équipes de ninjas se rejoignent en même temps devant le repaire de l'ennemi. |                                             |                              |                                                                                      |                       |
| 18 | Infiltration                                | 突入！ボタンフックエントリー | Totsunyū! Botanfukku entorī (Ruée ! Entrée tactique)                                 | 21 juin 2007          |
| [Chapitres 262-263] — Les équipes Kakashi et Gaï veulent pénétrer dans le repaire de l'Akatsuki, mais une barrière de 5 sceaux les en empêche. Pour désactiver le mécanisme, il faut enlever les 5 sceaux de papier en même temps. L'équipe de Gaï se charge de retrouver les 4 feuilles du sceau. Ils réussissent à les arracher en même temps, désactivant le sceau, mais des clones de l'équipe de Gaï font leur apparition... |                                             |                              |                                                                                      |                       |
| 19 | L’Équipe de Gaï contre l'équipe de Gaï ?    | 罠作動！ガイ班の敵           | Torappu sadō! Gai han no teki (Activation du piège ! Les ennemis de l'équipe de Gaï) | 5 juillet 2007        |
| [Chapitres 263-264] — Gaï, Lee, Neji et Tenten, après avoir levé le bouclier à 5 sceaux, sont contraints d'affronter leurs propres répliques. Pendant ce temps, l'équipe de Kakashi réussit à s'introduire dans le repaire de l'Akatsuki, mais arrive trop tard pour sauver Gaara, mort à la suite de l'extraction de son démon à queue. Kakashi et Naruto se chargent de Deidara à l'extérieur du repaire, tandis que Chiyo et Sakura affrontent Sasori ensemble. |                                             |                              |                                                                                      |                       |
| 20 | Hiruko contre les deux femmes ninjas        | ヒルコＶＳ二人の女忍者       | Hiruko tai futari no kunoichi                                                        | 19 juillet 2007       |
| [Chapitres 264-265] — Le combat entre Sasori et le duo Chiyo/Sakura commence. Les deux femmes esquivent tous les projectiles lancés par leur adversaire. Kakashi et Naruto sont à la poursuite de Deidara, et l'ancien ninja d'Iwa fait tout pour séparer les deux ninjas de Konoha, afin de pouvoir se retrouver seul face à l'hôte de Kyûbi. De leur côté, Gaï et ses élèves continuent de combattre leurs doubles. Grace à sa force phénoménale, Sakura réussit à détruire la marionnette Hiruko, faisant sortir Sasori de sa cachette. Note : cet épisode débute l'arc mineur du combat de Sakura. |                                             |                              |                                                                                      |                       |
| 21 | Le Vrai Visage de Sasori                    | サソリの素顔                 | Sasori no sugao                                                                      | 26 juillet 2007       |
| [Chapitres 266-267] — Les retrouvailles entre Chiyo et son petit-fils, Sasori, sont étonnantes : cela fait 20 ans que ce dernier a quitté le village, et son vrai visage est révélé : il est juvénile, ayant toujours l'apparence d'un enfant. L'équipe de Temari et Kankurô arrivent en territoire ennemi, accompagné d'Ebiso, qui leur raconte l'histoire du 3e Kazekage et sa disparition. Le marionnetiste de l'Akatsuki invoque justement le 3e Kazekage, ce qui laisse pantoise sa grand-mère, qui découvre avec horreur la monstruosité de son petit-fils. Il emprisonne ensuite Sakura dans un nuage de poison. |                                             |                              |                                                                                      |                       |
| 22 | Chiyo joue son atout                        | チヨの奥の手                 | Chiyo no oku no te (La main cachée de Chiyo)                                         | 2 août 2007           |
| [Chapitres 267-268] — Sakura, coincée dans le nuage de poison et emprisonnée par des kunais liés à des cordes, s'étant souvenu de sa promesse de protéger ses deux équipiers, s'échappe du nuage de poison avec un parchemin explosif. Pendant ce temps, Kakashi et Naruto sont toujours à la poursuite de Deidara, qui a bien du mal à les séparer. Pour protéger son équipière, Chiyo invoque les deux premières marionnettes de Sasori, Papa et Maman, afin de les faire combattre le 3e Kazekage, mais Sasori utilise la carte maîtresse de sa marionnette, la limaille de fer. |                                             |                              |                                                                                      |                       |
| 23 | « Papa » et « Maman »                       | 『父』と『母』               | "Chichi" to "Haha"                                                                   | 2 août 2007           |
| [Chapitres 268-269] — L'équipe de Gaï continue de combattre leurs doubles, mais a de plus en plus de mal à tenir tête à leurs adversaires, car les quatre membres s'épuisent au fur et à mesure. Les jutsu à base de limaille de fer du 3e Kazekage bloque les marionnettes de Chiyo. Flashback sur le passé de Sasori et la création de ses 2 premières marionnettes à l'effigie de ses parents morts au combat. Sakura, dirigée par Chiyo évite les colonnes de sable ferreux de Sasori. |                                             |                              |                                                                                      |                       |
| 24 | Le Kazekage troisième du nom                | 三代目風影                   | Sandaime Kazekage                                                                    | 9 août 2007           |
| [Chapitres 269-270] — Sakura doit faire face aux gigantesques formes ferreuses utilisées par le 3e Kazekage. Changeant de technique, Sasori réussit à la toucher et à l'empoisonner. Au moment où la marionnette vient l'achever, Sakura la détruit d'un coup de poing. |                                             |                              |                                                                                      |                       |
| 25 | Trois Minutes pour vivre ou mourir          | 生と死の三分間               | Sei to shi no san bunkan                                                             | 16 août 2007          |
| [Chapitres 270-271] — Sakura révèle qu'elle a pris une dose d'antidote. Durant ce temps, Deidara tente toujours de séparer sans succès ses deux poursuivants. Sasori révèle qu'il s'est lui-même transformé en marionnette. |                                             |                              |                                                                                      |                       |
| 26 | Dix contre Cent!                            | 十機ＶＳ百機                 | Jūgi tai hyakugi (Dix marionnettes contre cent marionnettes)                         | 23 août 2007          |
| [Chapitres 272-273] — Alors que Sakura semblait être enfin parvenue à détruire Sasori, celui-ci revient à la vie. Chiyo utilise alors son ultime jutsu utilisant 10 pantins mythiques. Sasori réplique en invoquant 100 pantins. |                                             |                              |                                                                                      |                       |
| 27 | Un rêve inachevé                            | 叶わぬ夢                     | Kanawanu yume (Un rêve devenu réalité)                                               | 30 août 2007          |
| [Chapitres 274-275] — Sakura se fait transpercer le flan par la lame empoisonnée de Sasori en voulant sauver Chiyo, et a du mal à contrôler son chakra. Elle se soigne malgré la douleur, et comprenant qu'il ne peut rien face à la force phénoménale de son adversaire, le marionnettiste s'utilise comme arme, mais les marionnettes de Papa et Maman transpercent son coffret, qui contient son cœur et son énergie vitale. Avant de rendre l'âme, il invite la kunoichi à se rendre au pont du Ciel et de la Terre, situé près du village de Kusa dans 9 jours à midi. Il explique faire surveiller Orochimaru par un de ses espions, et entreront en contact à ce moment-là. Continuant de poursuivre Deidara avec Naruto, Kakashi utilise son Mangekyô Sharingan. Note : cet épisode clôt l'arc mineur du combat de Sakura. |                                             |                              |                                                                                      |                       |
| 28 | La Résurrection des fauves                  | 蘇る獣たち                   | Yomigaeru kemono-tachi                                                               | 13 septembre 2007     |
| L'équipe de Gaï est toujours en difficulté face à leurs répliques. En effet, leurs clones prennent le dessus dans leurs combats respectifs. Cependant, Rock Lee a compris comment faire pour gagner le combat : ils doivent surpasser leurs doubles pour les terrasser. Grâce à son idée, toute l'équipe jette leur force dans la bataille et elle réussit à vaincre leurs clones. |                                             |                              |                                                                                      |                       |
| 29 | Kakashi ouvre les yeux!                     | カカシ開眼！                 | Kakashi kaigan! (L'éveil spirituel de Kakashi !)                                     | 27 septembre 2007     |
| [Chapitres 276-277] — Kakashi utilise le pouvoir de son « Kaléidoscope hypnotique du Sharingan » sur Deidara et lui arrache l'autre bras. Peu après, Naruto utilise l’« Orbe tourbillonnant » contre lui, et parvient à libérer Gaara. Fou de rage, il se met à tabasser son adversaire, mais celui-ci lui fausse compagnie avec un clone d'argile. |                                             |                              |                                                                                      |                       |
| 30 | La Beauté de l'instant                      | 瞬間の美学                   | Shunkan no bigaku                                                                    | 27 septembre 2007     |
| [Chapitres 277-278] — Naruto, enragé du fait que son adversaire se soit échappé, libère une et deux queues du chakra de Kyûbi, mais son mentor le calme avec un sceau donné par Jiraya. Sakura et Chiyo rejoignent finalement les deux hommes. Deidara, pourchassé par l'équipe Gaï, décide de se faire exploser, mais Kakashi aspire la déflagration avec le Kamui. Sakura ne peut soigner Gaara, et Naruto pleure sa mort, reprochant à l'aïeule de Suna, ainsi qu'aux habitants du village, d'être responsables du décès du Kazekage. Pour se racheter, Chiyo utilise sa technique ultime pour le ressusciter. |                                             |                              |                                                                                      |                       |